# Tranqueira

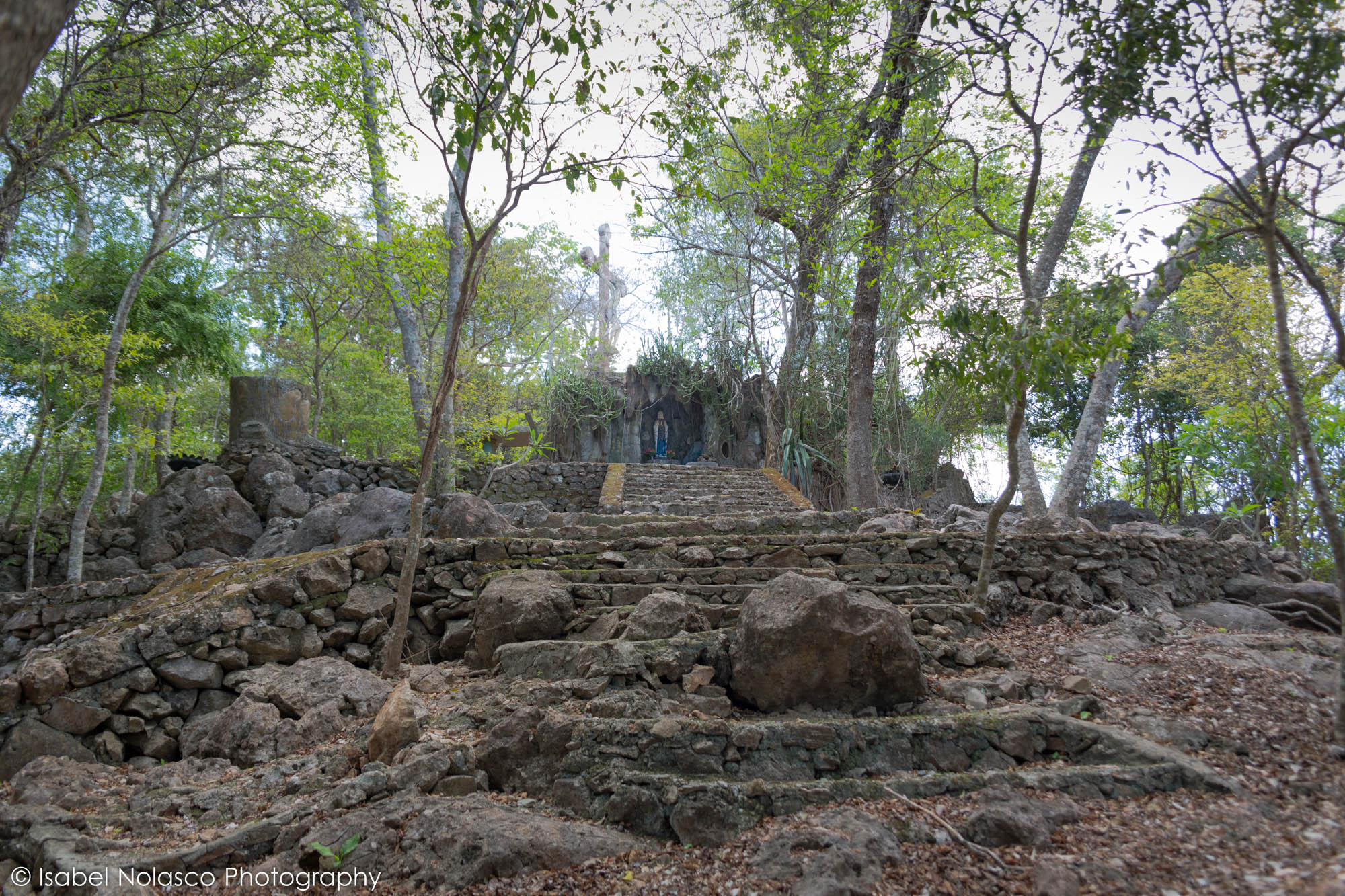
Mauerreste in Gruta Morutau (Gemeinde Bobonaro)

Tranqueira (deutsch Deckung, Verschanzung) ist die portugiesische Bezeichnung für befestigte Siedlungen, die von der einheimischen Bevölkerung auf Timor errichtet wurden.  Sie sind die einzigen historischen Großanlagen, die von den Bewohnern Timors geschaffen wurden. Neben den zahlreichen Befestigungen in Lautém gibt es zum Beispiel Subago in Ainaro und zwei im Stadtgebiet von Manatuto.

## Geschichte

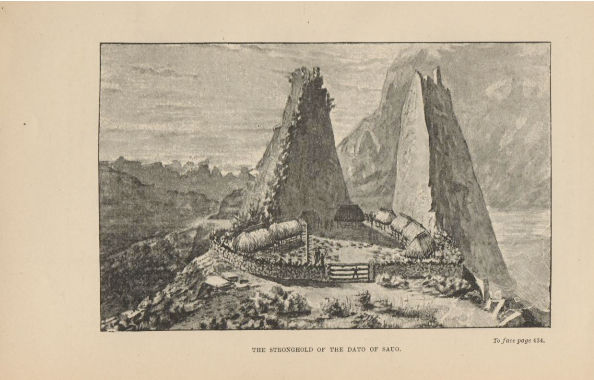
Der Sitz des Dato von Sauo
(Henry Ogg Forbes, 1885)

Zur Schau aufgestellte Köpfe von Rebellen in der Tranqueira Iliheu Tatua, Manatuto (1913)

Der Historiker Durand vermutet, dass die Timoresen möglicherweise die Idee und das Wissen für den Bau der Anlagen von chinesischen, muslimischen und zuletzt portugiesischen Händlern übernahmen, die die Insel besuchten.
Der Großteil der Tranqueiras wurden zwischen 1150 und 1650 n. Chr. gebaut, die meisten entstanden zwischen 1450 und 1650. Ähnliche Bauwerke aus der Zeit von 1300 bis 1700 n. Chr. sind auch aus anderen Teilen des Malaiischen Archipels und Ozeanien bekannt. In dieser Zeit war die Wirkung des El Niño sehr stark, wodurch es auf Timor oft zu Dürren kam. Man vermutet, dass daraus Hungersnöte und Konflikte zwischen den Stämmen der Insel folgten. Die Archäologin Sue O’Connor hinterfragt die Theorie, da die Datierungen der Festungen nicht präzise ist. O’Connor untersuchte Tranqueiras, die aus einer späteren Zeit zwischen 1334 und 1373 n. Chr. stammen. Auch der aufkommende Handel mit Sandelholz mit Händlern von außerhalb könnte Einfluss auf die lokalen Kulturen gehabt haben. Ohnehin waren in der Zeit vor der Durchsetzung der portugiesischen Kolonialverwaltung Anfang des 20. Jahrhunderts (siehe dazu Rebellionen in Portugiesisch-Timor (1860–1912)) zwischen den Kleinreichen Kopf- und Sklavenjagden üblich.
Es scheint, dass viele dieser Stätten noch im neunzehnten Jahrhundert besetzt waren, als die portugiesische Kolonialverwaltung beschloss, die Bevölkerung umzusiedeln, um sie um Festungen, Kirchen und Schulen herum zu gruppieren. Bis zur Mitte des 20. Jahrhunderts waren die meisten dieser Stätten verlassen und zu Orten zeremonieller Aktivitäten geworden. Einige dieser Festungsanlagen wurden von den timoresischen Widerstandskämpfern oder manchmal von der indonesischen Armee während der Besetzung der Insel durch Indonesien genutzt. Es gibt aber Anlagen, die noch bis in die indonesische Besatzungszeit (1975–1999) bewohnt waren.

## Architektur

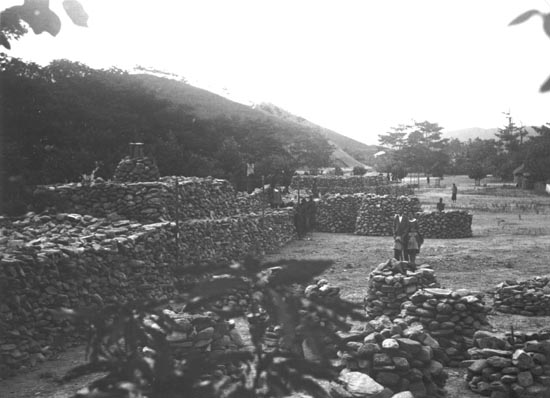
Eine Tranqueira um 1940

Die Tranqueiras wurden auf der Spitze von Hügeln gebaut, was den defensiven Charakter der Anlagen verdeutlicht. Die Mauern aus gestapelten Kalksteinen können anderthalb bis vier Meter hoch und an der Basis ein bis drei Meter dick sein. Die Befestigungen umschlossen Flächen von 500 bis 3000 Quadratmetern. Innen finden sich heute noch Plattformen, Steinaltäre (tei) oder Gräber und kleinere Wälle aus Stein. Die Außenwälle haben in der Regel eine Öffnung oder Durchgang. Typisch für Osttimor sind die ummauerten Vorräume hinter dem Tor (in Fataluku „laca“ genannt). Hier wurden Besucher wahrscheinlich begrüßt und kontrolliert, bevor ihnen Einlass in das eigentliche Innere der Befestigung gewährt wurde. Oft sind diese Räume halbrund. Manchmal bilden Mauern zum Eingang hin auch einen verwinkelten Korridor.
Es gibt Hinweise, dass es in den Tranqueiras neben den Bereichen mit den Wohnhäusern auch umgrenzte Räume für Zeremonien gab, in denen Tänze und gemeinsame Mahlzeiten stattfanden (Fataluku: „sepu“). In anderen Teilen finden sich heute die Gräber der Ahnen.

## Die Tranqueiras bei den Fataluku

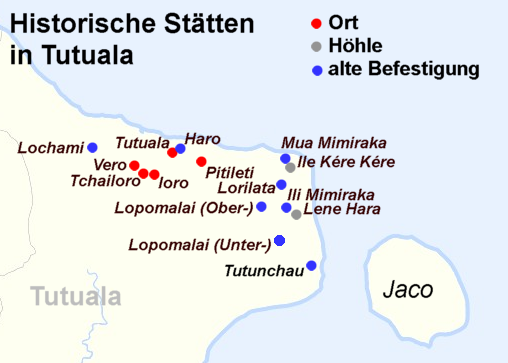
Historische Stätten um Tutuala, an der Ostspitze Timors

An der Ostspitze Timors, im Siedlungsgebiet der Fataluku finden sich hunderte Wälle von Befestigungen auf Hügeln und am Rand von Klippen. Die Verteidigungsanlagen werden pa'amakolo genannt, die Befestigungen, die ehemalige Siedlungen beherbergten lata irinu. Diese „alten Dörfer“ sind für die Fataluku heilige Stätten, die mit der Geschichte der jeweiligen Clans (ratu) in Verbindung gebracht werden. In vielen finden sich heilige Landmarken aus Holz oder Stein, die von den Fataluku sikua oder saka genannt werden und zusammen mit den als „Gräbern“ (chaluluturu) bezeichneten Plattformen noch heute das Zentrum von kulturellen Riten sind. Entsprechend ist der Zugang für Außenstehende nur mit lokaler Erlaubnis möglich. Die niedrigeren Wände im Inneren der Tranqueiras markieren laut den Fataluku zum Teil Zeremonienplätze (sepu). Zwischen 2003 und 2004 wurden Feldstudien in den meist von der Vegetation überwucherten Anlagen um den Ort Tutuala durchgeführt, die diese Anlagen mit der Radiokarbonmethode und Thermolumineszenz auf das späte Holozän datierten. Manche Anlagen waren, laut mündlichen Überlieferungen noch in den 1940er Jahren besiedelt. Die Region ist die letzte Osttimors, in der die Portugiesen in den 1920er Jahren ihre koloniale Verwaltung durchsetzten. Andere Tranqueiras wurden weit früher aufgegeben, als die Menschen von einem Ort zum nächsten zogen. Hierbei lässt sich eine Wanderbewegung von der Küste zu höhergelegenen Orten im Inselinneren nachvollziehen. Die Altersbestimmungen bestätigen zum Teil die Angaben der Einheimischen. Entstanden sind die meisten Festungsanlagen in der Region zwischen 1100 und 1700 n. Chr., also im selben Zeitraum, wie in vielen Regionen zwischen Okinawa und Neuseeland, als sich die Auswirkungen des El Niños besonders bemerkbar machten.
2009 wurde eine Bestandsaufnahme im Suco Tutuala bis zum Tal des Veros durchgeführt.

## Belege